# Karisoke Research Center
Das Karisoke Research Center war ursprünglich eine Forschungsstation für Berggorillas in Ruanda. Sie wurde bekannt durch die Primatologin Dian Fossey, die die Station 1967 gründete.

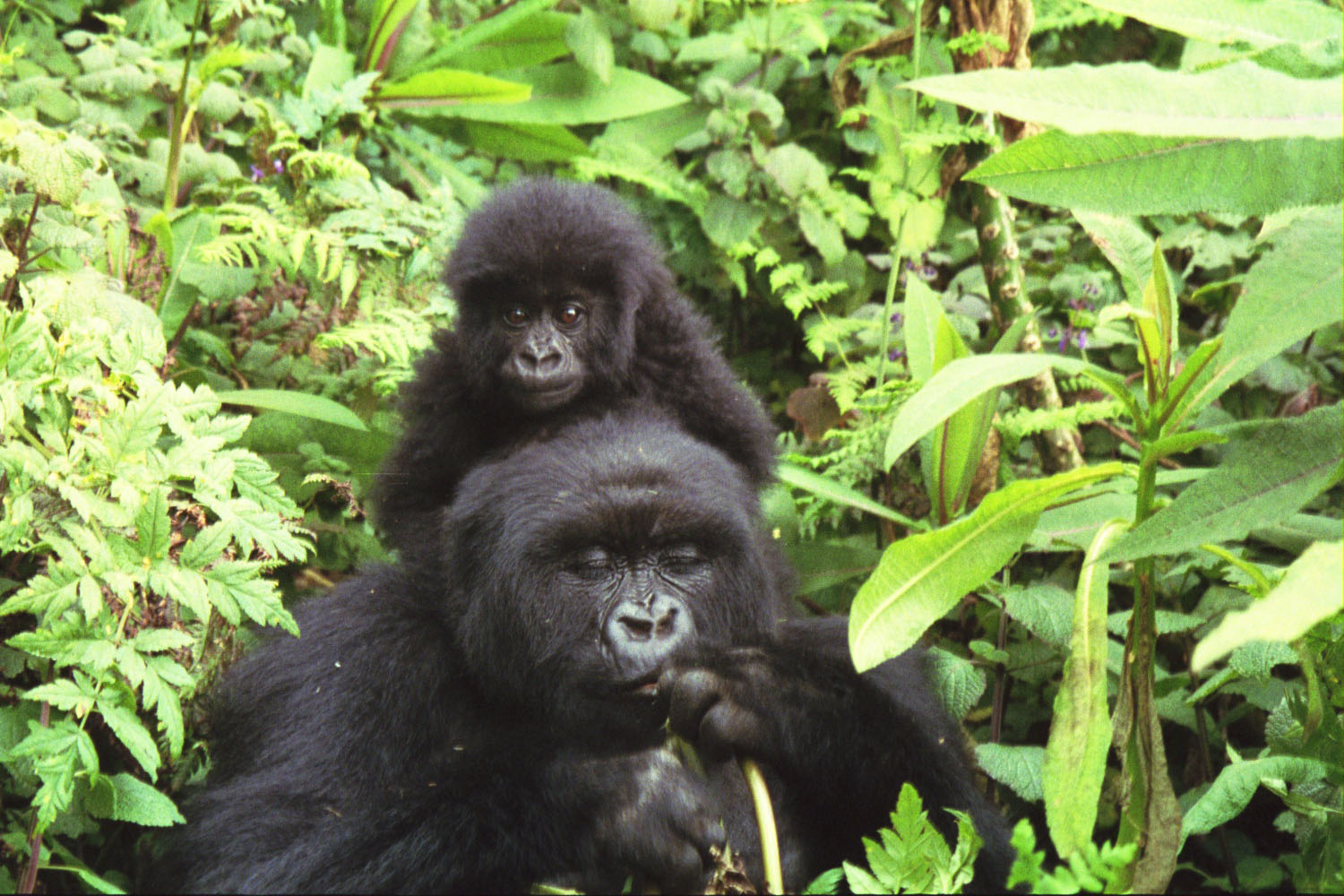
Gorillamutter mit Baby im Vulkan-Nationalpark

## Fosseys Forschungsstation
Fossey gründete die Station am 24. September 1967 nahe der Grenze zur Demokratischen Republik Kongo im Gebiet der Virunga-Vulkane, zwischen dem Karisimbi und dem Visoke, aus deren Namen sie den ihrer Station ableitete. Ruanda war zu der Zeit von politischen und wirtschaftlichen Problemen zerrüttet. Zu Beginn nur ein Camp mit zwei Zelten, errichteten Fossey und ihre Crew nach und nach mehrere Hütten, die als Basis für ihre täglichen Exkursionen zu den Gorillas dienten. Durch ihr intensives Studium der Tiere erlangte die Station internationales Renommee und wurde von Wissenschaftlern und Studenten aus vielen Ländern besucht. Nach Fosseys Tod im Jahre 1985 blieb das ursprüngliche Camp noch eine Zeit lang in Funktion, wurde aber während des Völkermords in Ruanda aufgegeben. Es ist seither verfallen, stellt aber auch heute noch eine Attraktion für viele Touristen und Bewunderer von Fosseys Lebenswerk dar.

## Wiedergründung
Als Reaktion auf die Tötung des von ihr wohl am meisten geschätzten Gorillas Digit hatte Fossey den Digit Fund gegründet, eine Stiftung, die sich aktiv für die Rettung der bedrohten Menschenaffen einsetzte. Nach ihrem Tod wurde die Stiftung 1992 in Dian Fossey Gorilla Fund International umbenannt. Diese Stiftung gründete das Karisoke Research Center in der nahe gelegenen Stadt Musanze (früher: Ruhengeri) neu und setzt seither Fosseys Bemühungen um die Erhaltung der Art fort.
Das Forschungszentrum beschäftigt über 100 Mitarbeiter und sorgt für ständige Überwachung, medizinische Betreuung und allgemein für den Schutz der Berggorillas, insbesondere vor Wilderern. Es arbeitet sowohl mit den ruandischen Behörden als auch mit den in unmittelbarer Nachbarschaft ansässigen Menschen eng zusammen, um eine erfolgreiche Koexistenz von Menschen, Gorillas und anderen Tierarten in einem gemeinsamen Ökosystem sicherzustellen.
Viele Ruander konnten mittlerweile von der Bedeutung der Gorillapopulation und ihres natürlichen Habitats überzeugt werden. Auf Anregung der Tourismusbehörde haben sie die traditionelle Zeremonie der Taufe ihrer Neugeborenen (Kwita Izina) auf die Gorillas übertragen, und so wird seit nunmehr drei Jahrzehnten alljährlich auch jedem Gorillababy ein Name gegeben. Diese Baby Gorilla Naming Ceremony wird im Rahmen einer besonderen Feier unter der Schirmherrschaft des Präsidenten sowie in Anwesenheit meist prominenter Gäste abgehalten.

## Gorillafriedhof

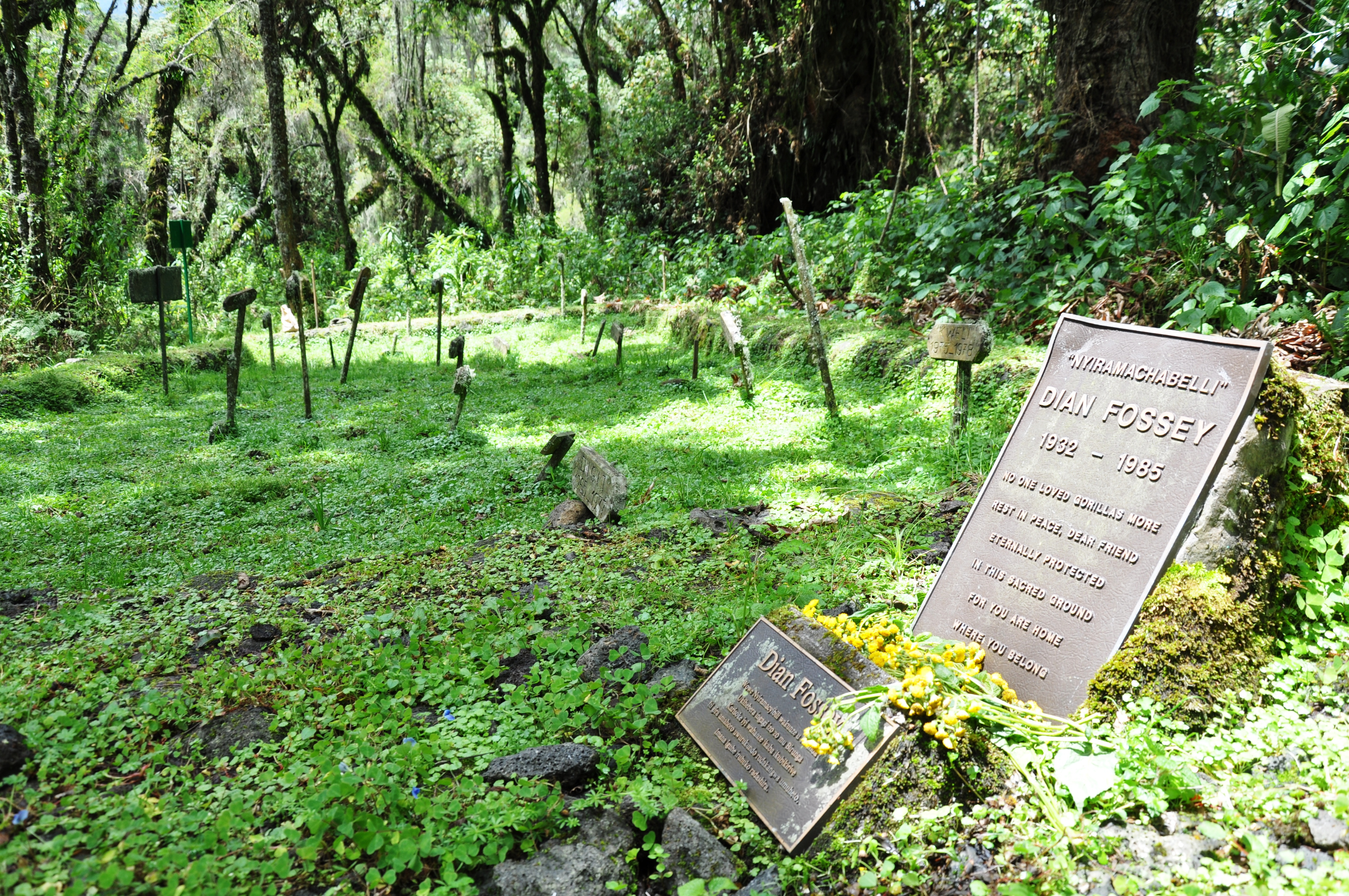
Fosseys Grab in Karisoke, im Hintergrund die Gräber ihrer Gorilla-Freunde

Auf dem Gelände der ursprünglichen Station befindet sich der sogenannte Gorillafriedhof, wo Fossey den Silberrücken Digit und ihre anderen verstorbenen Schützlinge beisetzte und wo sie auf eigenen Wunsch auch selbst 1986 ihre letzte Ruhestätte gefunden hat. Der Friedhof und das inzwischen verfallene Camp stellen eine touristische Attraktion dar, die von zahlreichen Bewunderern von Fosseys Lebenswerk besucht wird. Auch der 2009 verstorbene Silberrücken Titus wurde dort beerdigt.
Heute werden die Gorillas zumeist im Hauptquartier des Virunga-Nationalparks in Rumangabo (DR Kongo) bestattet, etwa 20 km von Karisoke entfernt. Der wohl bekannteste unter ihnen ist der 2007 getötete Silberrücken Senkwekwe.

## Verfilmungen
- Gorillas im Nebel. Spielfilm, 1988 mit Sigourney Weaver als Dian Fossey.
- Virunga. Dokumentarfilm, 2014.